# Санани, Мовсун
Мовсун Санани (азерб. Möhsün Sənani), при рождении Мовсун Садых оглы Джафаров (азерб. Möhsün Sadıx oğlu Cəfərov) (19 июня 1900, Тифлис, Тифлисская губерния, Российская империя — 11 февраля 1981, Баку, Азербайджанская ССР, СССР) — азербайджанский и советский актёр театра и кино. Народный артист Азербайджанской ССР (1949).

## Биография

### Детство и юность

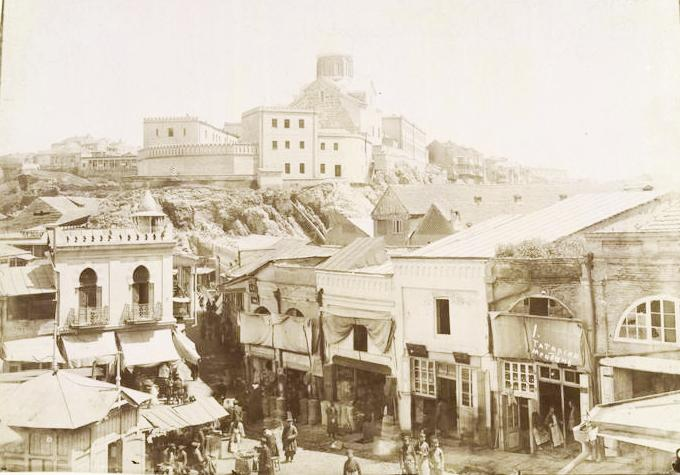
«Татарский» (азербайджанский) базар в Тифлисе — «Шайтанбазар». XIX век

Мовсун Джафаров родился 19 июня 1900 года в Тифлисе, в махалле «Шейтанбазар» (Майдан) в семье богослова. Рано потерявшего отца Мовсуна сначала воспитывала его бабушка. В 1906 году она отдала мальчика в школу-медресе. Ей желанием было, чтобы Мовсун стал муллой. Но Мовсун так и не окончил медресе и не стал моллой. В 1908 году его бабушка скончалась и Мовсуна с его младшей сестрой опекала его тётя, многодетная молла Зиньят-ханум, мать будущего народного артиста Азербайджанской ССР Али Курбанова. С 1909 года Мовсун начал работать в «Шейтанбазаре».
Любовь к актёрскому мастерству было развито у Мовсуна с детства. Он смотрел выступления как местных, так и приезжавших на гастроли в Тифлис актёров. В 1911 году же он сам вышел на сцену. С 1912 года Мовсун вступил в актёрский любительский кружок. Первым же его режиссёром был комический актёр труппы «Тифлисских мусульманских актёров» Мирзахан Кулиев. В театре участвовали также Мустафа Марданов, Мирза Али Аббасов, Ибрагим Исфаханлы. В эти годы отец друга Мовсуна, «дядя Вано» устраивает его на работу в трамвайный парк. Некоторые выступления театра, где выступал и Мовсун проводились в лавке отца выдающегося актёра Мустафы Марданова, Гаджи Гашима Марданова.

### Тифлисский азербайджанский театр

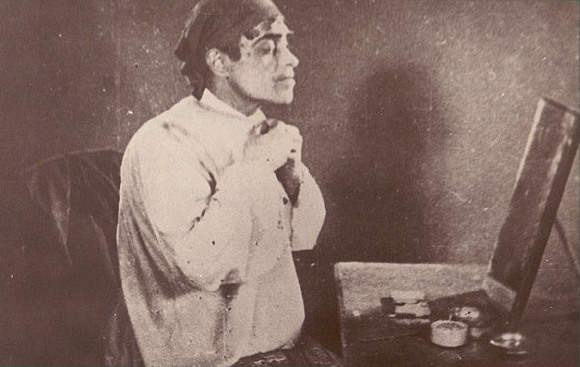
Санани в гримёрной готовится к роли Телли («Аршин мал алан»). Тифлис, 1915 год

В 1915 году Мовсун Санани наряду с Мирзали Аббасовым, Мирсейфаддином Гирманшахлы, Мирзаханом Кулиевым, Мустафой Мардановым и др. был привлечён в Тифлисскую театральную труппу. В этом же году в постановке «Кавейи-ахангяр», прошедшим с участием и Гусейна Араблинского, Мовсун Санани сыграл роль сына главного героя, кузнеца Кавы. В эти годы нищеты, Санани бросил всё и занялся только актёрской деятельностью. В эти годы в труппе Тифлисского театра играли такие актёры как Мирзали Аббасов, Мирзахан Кулиев, Ашраф Юзбашев, Мирсейфаддин Рименшахлы, Мустафа Марданов, Ибрагим Исфаханлы, Тарлан Ханум, Али Аскеров, Гасан Сабри, Паша Махмудов, Кафтарадзе, Танаилиди, Али Курбанов. Мовсун Санани был самым молодым из них.
Через короткое время ему уже доверяли более ответственные роли, такие, как роль Гейдар-бека, Сулейман-бека, Вели («Аршин мал алан»), Кочи Аскер («Не та, так эта»), Рзакули («Надир шах»), Кассио («Отелло»). В Тифлисском театре Санани играл вплоть до 1920 года.

### Дальнейшая карьера
С 1921 года Санани выступал на сценах Бакинского театра, а также снимался в кино.

### Последние годы жизни
Скончался 11 февраля 1981 года в Баку.

## Роли в театре
- Лаерт («Гамлет», Шекспир)
- Кассио («Отелло», Шекспир)
- Серго («Шейх Санан», Гусейн Джавид)
- Михайло («На дальних берегах», Г. Сеидбейли и И. Касумов)
- Садиг («Счастливые», Сабит Рахман)
- Гасанага («Глазной врач», Ислам Сафарли)

## Роли в кино
- «Во имя бога» («Бисмиллаһ»)
- «Исмет»
- «Крестьяне»
- «Новый горизонт»
- «Сабухи»
- «Звезда» 1949 г.
- «Не та, так эта»
- «Тени ползут»
- «Волшебный халат»

## Награды
- Заслуженный артист Азербайджанской ССР (17.06.1943)
- Народный артист Азербайджанской ССР (21.07.1949)
- Орден «Знак Почёта» (09.06.1959)
- Медаль «Ветеран труда» (29.09.1976)
- Орден Трудового Красного Знамени (11.06.1980)[1]
- Орден Дружбы народов
- Медаль «За трудовую доблесть»
- Почётная Грамота Президиума Верховного Совета Азербайджанской ССР (01.06.1974)[2]